# フィーバーアラビアン
フィーバーアラビアンは、1996年12月にSANKYOが発売した、ドラムにアラビア風の図柄が描かれているパチンコ機のシリーズ名。
フィーバーアラビアンDXとCRフィーバーアラビアンGPの2機種がある。

## 概要
ドラム型のデジパチ。現金機とCR機の2種類発売された。現金機は時短を搭載しており、全9種類ある図柄のうち、赤7・青7・Feverのいずれかが揃って大当たりの場合は100回転までの時短モードに突入する。有効ラインは5ラインで、大当たりの組み合わせは45通りとなる。CR機は確変を搭載しており、赤7・青7のいずれかが揃って大当たりの場合は確変に突入する。以後1回継続タイプで、継続回数は初回を含めて最高で5回までとなっている。確変中は大当たり確率だけでなく、小当たり確率も上昇する。電チュー開放時間も延長され、開放回数も増えるが、ミニデジタルの回転時間は通常時も確変時も変わらない。

## スペック
- フィーバーアラビアンDX
  - 賞球数 7&15
  - 大当たり最高継続 16R
  - 大当たり確率 1/227
  - 時短突入率　1/3
  - 時短回数　100回
- CRフィーバーアラビアンGP
  - 賞球数 6&15
  - 大当たり最高継続 16R
  - 大当たり確率 1/251
  - 確変中大当たり確率　1/50.2
  - 確変突入率　2/9
  - 確変期間　以後1回の大当たりまで　5回リミッター

## 図柄
- 赤7
- 青7
- Fever
- 壷
- 女
- ダイヤ
- 壁画
- 王冠
- ランプ

## 演出
ドラムが回転直前に効果音と共に震え、赤くフラッシュする予告アクションがある。最大で4回継続するが、保留玉が2個以上の時にしか発生しない。この予告アクションにはショートとロングの2パターンあり、予告ショートは必ずハズレとなるが、予告ロングは必ず大当たりとなる演出である。
リーチ時に右ドラムにスベリが発生するとチャンスアップである。このスベリは7〜8コマスベリが基本だが、9コマの場合は大当たりが確定する。リーチアクションもノーマルリーチ以外に、ドラムが振動する「不思議なリーチ」や、左ドラム停止後に中と右のドラムが同時に停止する「さまようリーチ」や、全図柄が同時に停止する「魔法のリーチ」がある。さまようリーチはシングルラインで成立する場合とダブルラインで成立する場合があり、ダブルの場合は上段と下段の横ラインで揃う形となり、いずれかの図柄は必ず揃う。魔法のリーチは現金機の場合は時短図柄で、CR機の場合は確変図柄で発展した場合は必ず大当たりとなる。

## コンシューマ移植
- SANKYO FEVER実機シミュレーション Vol.2(PlayStation用)
  - 『SANKYO FEVER実機シミュレーション Vol.2』(PlayStation用、ティー・イー・エヌ研究所、1997年12月25日発売、SLPS-01176、JAN-4997940200064)にフィーバーアラビアンDXとCRフィーバーアラビアンGPが収録。
- SANKYO FEVER実機シミュレーションPC Vol.２(Windows 95用)
  - 『SANKYO FEVER実機シミュレーションPC Vol.２』(Windows 95用、ティー・イー・エヌ研究所、1997年発売、JAN-4997940220048)にフィーバーアラビアンDXとCRフィーバーアラビアンGPが収録。